# Bruss
Il bruss, in piemontese bross (pron. AFI /bruss/), (spesso trascritto con grafie estemporanee come bröss o brôs), in ligure brussu, bruzzu, a volte italianizzato in bruzzo, è un derivato del latte simile a un formaggio cremoso e spalmabile dal gusto molto intenso. È diffuso soprattutto in Piemonte e Liguria.

## Tipologie

### Brussu
In Liguria il brussu si ricava dalla ricotta ovina, bovina o caprina lasciata fermentare in appositi recipienti in luoghi freschi, umidi e bui, e rimestata ogni giorno delicatamente con cura dal basso verso l'alto. A volte si aggiunge, ad un certo punto della fermentazione, una modesta quantità di formaggio erborinato, in modo che i lactobacilli riprendano la loro attività, donando man mano al brussu un profumo e un sapore più complessi.

### Bruss
In Piemonte è tradizionalmente ottenuta dalla fermentazione, controllata e rimestata, degli avanzi di uno o più formaggi locali, a pasta molle o semidura, spesso con l'aggiunta di grappa.

#### Bruss ch'a marcia
In italiano lo si può tradurre come "formaggio che cammina". Se non si aggiunge liquore e si mantiene aerato il locale di maturazione, la mosca olearia può deporre le uova al suo interno; le larve che nascono si nutrono del formaggio e lo rendono piccante e molto saporito. La produzione di questa variante del bruss è vietata per decisione dell'Unione europea.

## Storia
Deve la sua origine alla necessità, tipica della cultura contadina e in particolare delle zone più povere, di sfruttare al meglio ogni possibile alimento.
Anticamente veniva prodotto facendo fermentare croste o pezzi di altri formaggi (spesso anche ammuffiti) nel distillato di vinacce, la grappa, che i contadini producevano in proprio.
Dopo aver mescolato il composto si otteneva un prodotto cremoso dal sapore intenso che veniva mangiato sul pane.

## Diffusione
Attualmente si trova in commercio presso mercanti specializzati nella vendita di prodotti tipici, ma può anche essere realizzato in proprio facendo fermentare del formaggio fresco (ad esempio robiole o tomini) con grappa o brandy. Viene spesso commercializzato in vaschette di plastica trasparenti o in vasetti di vetro.

## Abbinamenti

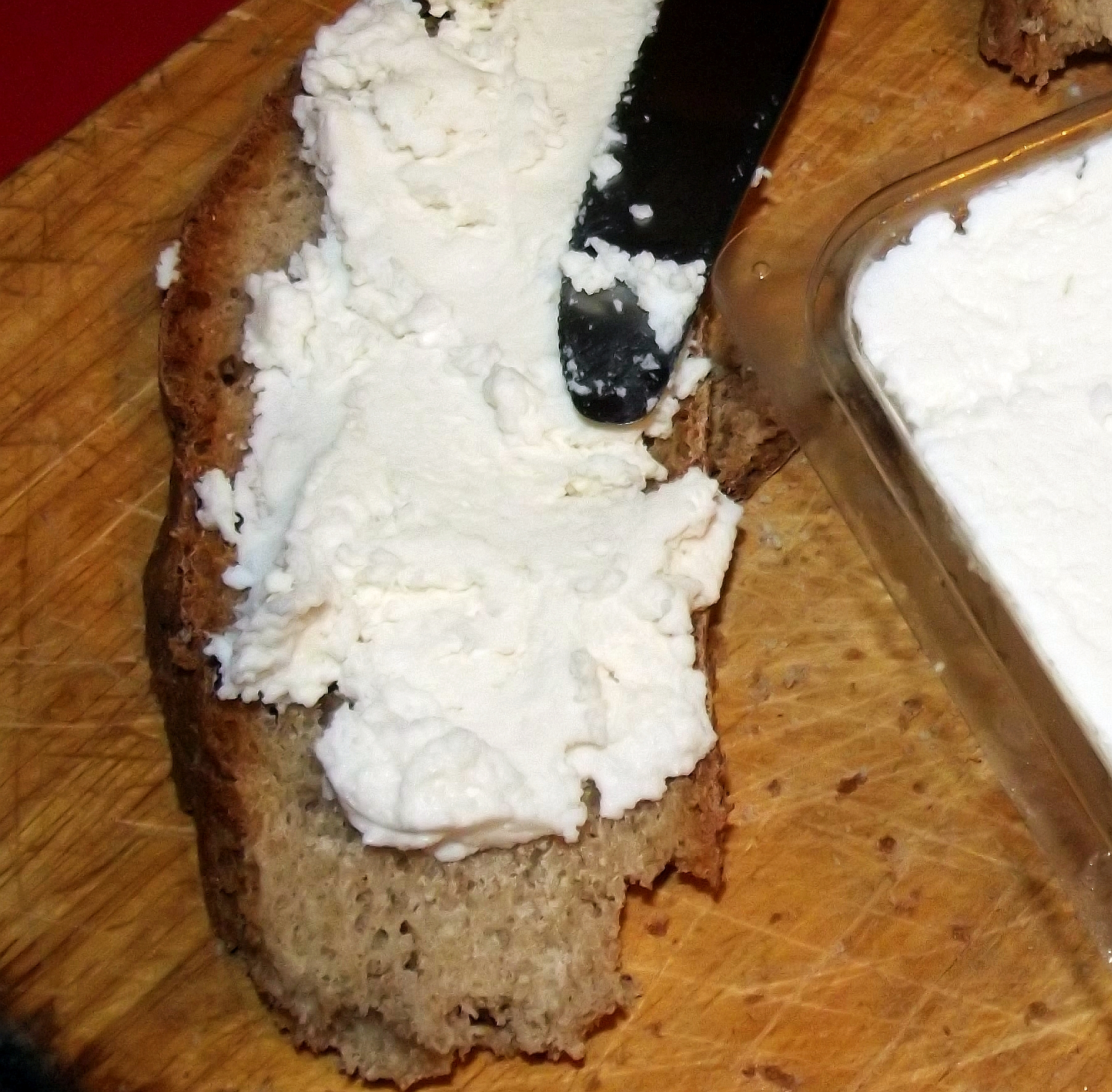
Bruss su una fetta di pane di Triora

Un abbinamento classico della versione ligure del bruss è quello con il pane di Triora. Viene anche utilizzato per condire la pasta o la polenta, per insaporire minestre o con le patate al cartoccio.
I vini più indicati per accompagnare il bruss sono i rossi robusti oppure, per esaltarne il sapore piccante, passiti come l'Erbaluce di Caluso passito.

## Riconoscimenti
È stato denominato come PAT, la versione ligure anche come presidio del gusto di Slow Food (bruzzo della valle Arroscia); quella piemontese, con la denominazione di brus.